# Рок-Делл (тауншип, Миннесота)
Рок-Делл (англ. Rock Dell) — тауншип в округе Олмстед, Миннесота, США. На 2000 год его население составило 627 человек.

## География
По данным Бюро переписи населения США площадь тауншипа составляет 93,3 км², из которых 93,3 км² занимает суша, водоёмов нет.

## Демография
По данным переписи населения 2000 года здесь находились 627 человек, 224 домохозяйства и 185 семей.  Плотность населения —  6,7 чел./км².  На территории тауншипа расположено 227 построек со средней плотностью 2,4 построек на один квадратный километр. Расовый состав населения: 99,04 % белых, 0,16 % коренных американцев, 0,48 % азиатов и 0,32 % приходится на две или более других рас. Испанцы или латиноамериканцы любой расы составляли 0,16 % от популяции тауншипа.
Из 224 домохозяйств в 35,3 % воспитывались дети до 18 лет, в 75,4 % проживали супружеские пары, в 4,5 % проживали незамужние женщины и в 17,0 % домохозяйств проживали несемейные люди. 11,2 % домохозяйств состояли из одного человека, при том 2,2 % из — одиноких пожилых людей старше 65 лет. Средний размер домохозяйства — 2,80, а семьи — 3,06 человека.
24,9 % населения — младше 18 лет, 9,1 % — в возрасте от 18 до 24 лет, 28,1 % — от 25 до 44, 28,5 % — от 45 до 64, и 9,4 % — старше 65 лет. Средний возраст — 38 лет. На каждые 100 женщин приходилось 114,7 мужчин.  На каждые 100 женщин старше 18 приходилось 113,1 мужчин.
Средний годовой доход домохозяйства составлял 55 313 долларов, а средний годовой доход семьи —  60 938 долларов. Средний доход мужчин —  35 000  долларов, в то время как у женщин — 29 375. Доход на душу населения составил 24 343 доллара. За чертой бедности находились 4,1 % семей и 5,9 % всего населения тауншипа, из которых 9,1 % младше 18 и 6,9 % старше 65 лет.